# Отриколи
Отрѝколи (на италиански: Otricoli) е село и община в Централна Италия, провинция Терни, регион Умбрия. Разположено е на 209 m надморска височина. Населението на общината е 1984 души (към 2010 г.).